# Kuppen i Köpenick (film)
Kuppen i Köpenick (tyska: Der Hauptmann von Köpenick) är en tysk dramakomedifilm från 1956 i regi av Helmut Käutner. Manuset som skrevs av Käutner bygger på en pjäs av Carl Zuckmayer. Den är baserad på verkliga händelser då en arbetslös skomakare klädde ut sig till preussisk kapten och arresterade borgmästaren och polischefen i Berlin-stadsdelen Köpenick, samt tog stadskassan i beslag. Se vidare Köpenickiad. Filmen är inspelad i färgformatet Eastmancolor.

## Rollista
- Heinz Rühmann – Wilhelm Voigt
- Martin Held – Dr. Obermüller
- Hannelore Schroth – Mathilde Obermüller
- Leonard Steckel – Adolph Wormser
- Friedrich Domin – fängelsedirektören
- Erich Schellow – kapten von Schlettow
- Walter Giller – Willy Wormser
- Wolfgang Neuss – Kallenberg
- Joseph Offenbach – Wabschke
- Maria Sebaldt – Auguste Viktoria Wormser
- Edith Hancke – sjuk flicka
- Siegfried Lowitz – Rosenkranz
- Karl Hellmer – Nowak
- Otto Wernicke – skomakarmästare
- Kurt Klopsch – polischefen